# Gonyautoxina
Las gonyautoxinas (GTX) son algunas moléculas tóxicas similares que son producidas naturalmente por algas. Son parte del grupo de saxitoxinas, un gran grupo de neurotoxinas junto con una molécula que también se conoce como saxitoxina (STX), neosaxitoxina (NSTX) y descarbamoiloxitoxina (DCSTX). Actualmente se asignan ocho moléculas al grupo de gonyautoxinas, conocido como gonyautoxina 1 (GTX-1) a Gonyautoxina 8 (GTX-8). La ingestión de gonyautoxinas a través del consumo de moluscos contaminados por algas tóxicas puede causar una enfermedad humana llamada envenenamiento paralítico de mariscos (PSP).